# 밀란 마르티치
밀란 마르티치(세르비아어: Милан Мартић, 1954년 12월 18일~)는 세르브계 크로아티아인 정치인이자 전범으로 크로아티아 독립 전쟁 기간 크로아티아에서 분리독립하러 시도했던 세르브계가 다수 모인 자칭 세르비아 크라이나 공화국의 제4대 대통령을 역임했다.
전후 마르티치는 2005년 구유고슬라비아 국제형사재판소(ICTY)에서 전쟁 범죄 혐의로 기소되어 2007년 6월 12일 전쟁 범죄 유죄 판결을 받고 35년 징역형을 선고받아 2009년 이송되었다. 현재는 에스토니아의 감옥에서 복역중이다.

## 생애
밀란 마르티치는 1954년 12월 18일 당시 크로아티아 지역의 크닌 인근 자그로비치 마을에서 태어났다. 자그레브의 고등경찰학교를 졸업하고 1976년부터 1981년까지 시베니크의 공안국(SJB)에서 경찰관으로 근무했다.
1982년부터 크닌의 경감으로 근무한 마르티치는 지역 공안국 청장으로 승진했다. 크로아티아의 독립선언 당시에는 크닌 지역 경찰서장으로 근무했다. 1990년에는 "마르티치의 경찰"이라고 부르는 크라이나 민병대(세르보크로아트어: Milicija Krajina 밀리치야 크라이나[*])를 조직해 세르브계 지역 지도자 직책을 맡았다.
1991년 1월 4일부터 1995년 8월까지 마르티치는 대통령, 국방장관, 내무장관 등 다양한 지도자 직책을 맡으며 크라이나 세르브인 자치주(SAO 크라이나)와 세르비아 크라이나 공화국의 주요 지도자로 활동했다.
또한 1991년 세르비아의 야권 지도자인 부크 드라슈코비치는 마르티치와 고란 하지치가 자신에 대한 암살 시도를 조직했다고 주장했다. 마르티치는 "그냥 어리석다"며 "암살 시도를 수행했다면 그냥 암살되었을 것"이라고 답했다. 마르티치는 드라슈코비치가 동원령에 반대하고 탈영을 주장하자 드라슈코비치를 비난했다.
마르티치는 세르비아 크라이나 공화국의 대통령 선거 시기 슬로보단 밀로셰비치의 지원을 받았다. 마르티치는 밀로셰비치의 세르비아 사회당으로부터 상당한 자금 지원을 받은 세르브인 사회주의자당 후보로 출마했다. 1월 21일 마르티치는 "통일과정을 가속화"하고 모든 세르브인의 지도자인 슬로보단 밀로셰비치에게 바통을 넘기겠다고 밝혔다.
1994년 대선 2차 투표에서 마르티치는 대통령에 당선되었으며 1995년 크로아티아의 폭풍 작전으로 세르비아 크라이나 공화국이 붕괴되기 전까지 대통령으로 재임했다. 세르비아 크라이나 공화국이 멸망한 후 마르티치와 세르비아 크라이나 공화국군 일부 및 민간인 대부분은 바냐루카로 탈출했다. 처음에는 마르티치가 죽었거나 부상을 입었다는 소문이 돌았다. 처음 며칠간은 마르티치는 아무런 성명도 내지 않았다.
이후 마르티치는 "세르비아 크라이나 공화국이 최종적으로 자유를 얻을 때까지 지속될" 게릴라전 계획을 발표했다. 마르티치는 성명에서 다음과 같이 말했다.
세르비아 크라이나 공화국 주민들에게 일어난 비극 이후 일어난 상황은 서서히 안정되고 있다. 바냐루카에서는 크라이나 의회의 국회의장 라이코 레자이치가 이끄는 위기대응팀이 구성되었다. 이 팀의 목표는 난민을 돌보는 것이다. 나는 해체된 군대를 재규합하고 전투에 대비하는 임무를 받았다. 겁쟁이가 아닌 많은 군인이 돌아와 수백년간 지켜왔던 조국을 해방시키고 투지만에게 응분의 댓가를 치르게 만들 것이다.— 밀란 마르티치

### ICTY의 재판
1995년 7월 25일 구유고슬라비아 국제형사재판소(ICTY)에 처음 기소된 마르티치는 2002년 5월 15일 자수했고 같은 날 헤이그에 있는 재판소로 이송되었다. 마르티치는 살인, 박해, 비인도적 대우, 공공 혹은 사유재산 약탈, 도시, 마을, 가옥의 무자비한 파괴 등의 혐의로 기소되었다. 그는 모든 혐의에 대해 무죄를 주장했다.
ICTY에 따르면 수정된 기소장에서 마르티치는 "크라이나에서 크로아트계와 기타 비세르브계 인종 청소 작전을 조직하는 데 도움을 주었으며 사실상 전체 비세르브계 인구가 강제로 추방, 제거, 살해당했다."라고 혐의를 제기했다. 처음에는 플래시 작전에 대한 보복으로 민간인 7명을 살해하고 214명을 부상입힌 자그레브를 향한 로켓 공격을 명령한 혐의로만 기소했다. 이틀 후 마르티치는 자신이 직접 도시 포격을 명령했다고 인정했다.
마르티치와 함께 세르브계 크로아티아인 반군의 최고지도자 중 한 명인 밀란 바비치는 마르티치의 재판 중 법정에서 크로아티아의 모든 전쟁은 베오그라드 측과 직접 조율한 마르티치의 책임이라고 주장했다.
마르티치 재판은 2005년 12월 13일 시작되어 2007년 1월 12일 끝났다. 2007년 6월 12일 마르티치는 징역 35년형을 선고받았다. 2008년 10월 8일 ICTY 항소심에서 징역 35년형이 확정되었다. 마르티치는 블라고예 아지치, 밀란 바비치, 라드밀로 보그다노비치, 벨코 카디예비치, 라도반 카라지치, 슬로보단 밀로셰비치, 라트코 믈라디치, 보이슬라브 셰셸, 프란코 시마토비치, 요비차 스타니시치, 드라간 바실코비치과 공동범죄집단의 일원으로 간주되었다. 2009년 6월 마르티치는 에스토니아의 타르투 감옥으로 이송되어 형을 복역중이다.